# Southeast Arcadia
Southeast Arcadia es un lugar designado por el censo ubicado en el condado de DeSoto en el estado estadounidense de Florida. En el Censo de 2010 tenía una población de 6554 habitantes y una densidad poblacional de 348,41 personas por km².

## Geografía
Southeast Arcadia se encuentra ubicado en las coordenadas 27°11′11″N 81°51′8″O / 27.18639, -81.85222. Según la Oficina del Censo de los Estados Unidos, Southeast Arcadia tiene una superficie total de 18.81 km², de la cual 18.81 km² corresponden a tierra firme y (0%) 0 km² es agua.

## Demografía
Según el censo de 2010, había 6554 personas residiendo en Southeast Arcadia. La densidad de población era de 348,41 hab./km². De los 6554 habitantes, Southeast Arcadia estaba compuesto por el 55.52% blancos, el 4.93% eran afroamericanos, el 0.58% eran amerindios, el 0.47% eran asiáticos, el 0.02% eran isleños del Pacífico, el 35.03% eran de otras razas y el 3.45% pertenecían a dos o más razas. Del total de la población el 56.74% eran hispanos o latinos de cualquier raza.